# Harold Correa
Pour les articles homonymes, voir Correa (homonymie).
Harold Correa (né le 26 juin 1988 à Épinay-sur-Seine) est un athlète français, spécialiste du triple saut.

## Biographie
Passionné de football, c’est à 18 ans qu’Harold Correa découvre le triple saut. Son professeur d’EPS au lycée d’Epinay-sur-Seine perçoit le potentiel du jeune homme et l’oriente vers le club d’Athlétisme de Franconville, l'Entente Franconville Césame Val d'Oise. En février 2012, il se distingue en terminant deuxième des Championnats de France en salle à Aubière (16,72 m), derrière Benjamin Compaoré. En juin de la même année, il s'adjuge son premier titre national à l'occasion des Championnats de France d'Angers avec un saut à 16,74 m, devançant sur le podium Karl Taillepierre et Gaëtan Saku-Bafuanga. 
Début juillet, lors du Meeting Areva de Saint-Denis, épreuve de la Ligue de diamant 2012, il porte son record personnel à 16,76 m en terminant troisième du concours derrière Leevan Sands et Karl Taillepierre.
En début de saison 2013, à Aubière, Harold Correa devient champion de France en salle devant Karl Taillepierre et Benjamin Compaoré. Il améliore à cette occasion de onze centimètres son précédent record personnel en salle avec 16,94 m. Qualifié pour les Championnats d'Europe en salle de Göteborg, il se classe cinquième de la finale avec la marque de 16,92 m. 
En mai 2013, à Villeneuve-d'Ascq, il porte son record personnel en plein air à 16,92 m.
Le 12 juillet 2015, il remporte à Villeneuve d’Ascq son second titre de champion de France de triple-saut avec un saut à 16,78m. Quelques jours plus tard, le 24 juillet 2015 Harold Correa a rejoint le dispositif Athlètes SNCF en tant qu’Argent Commercial Voyageurs à Paris Gare de Lyon. Pensionnaire de l’INSEP, son objectif est de réaliser les minima nécessaire à  sa sélection pour les prochains Jeux Olympiques de Rio 2016.
Le 19 mars 2016, Correa termine 9e aux championnats du monde en salle de Portland avec un saut à 16,30 m. Le 15 mai suivant, lors du meeting de Montgeron, Harold Correa améliore son record personnel et dépasse pour la 1re fois la barrière des 17 m avec 17,11 m mais cette performance ne lui permet pas de valider son ticket pour les Jeux olympiques de Rio à cause d'un vent trop élevé (+ 2,2 m/s).
La semaine suivante, le Français confirme en s'imposant en finale des Interclubs à Villeneuve-d'Ascq avec 17,08 m (+ 1,2 m/s) et se qualifie officiellement pour les Jeux olympiques ainsi que pour les Championnats d'Europe d'Amsterdam. Il devient vice-champion de France le 25 juin avec un saut à 16,95 m, derrière Teddy Tamgho (17,15 m).
En 2018, Harold est médaillé d'or aux Championnats de France en triple saut.

## Palmarès

### International
| Date | Compétition                    | Lieu     | Résultat | Marque  |
| ---- | ------------------------------ | -------- | -------- | ------- |
| 2016 | Championnats du monde en salle | Portland | 9e       | 16,30 m |
| 2018 | Championnats d'Europe          | Berlin   | 11e      | 16,33 m |

### National
- Championnats de France d'athlétisme :

 Vainqueur du triple saut en 2012 à Angers
 Vainqueur du triple saut en 2015 à Lille
 Vice-champion de France en 2016 à Angers
 Vainqueur du triple saut en 2018 à Albi
- Championnats de France d'athlétisme en salle :

 Vainqueur du triple saut en 2013 à Aubière
- Championnats de France des clubs d'athlétisme :

 Vice-champion de France du triple saut en 2018

### Autres compétitions
- Médaille d'or du concours du triple-saut du meeting de Cergy-Pontoise

## Records
| Épreuve     | Épreuve   | Marque  | Lieu              | Date                            |
| ----------- | --------- | ------- | ----------------- | ------------------------------- |
| Triple saut | Plein air | 17,08 m | Villeneuve-d'Ascq | 22 mai 2016                     |
| Triple saut | En salle  | 16,94 m | Aubière Madrid    | 16 février 2013 24 février 2017 |